# Vojin Kovačević
Vojin Kovačević (Dolovi, kraj Danilovgrada, 2. ožujka 1913. — Zagreb, 2. rujna 1941.) bio je sudionik Narodnooslobodilačke borbe i narodni heroj Jugoslavije.

## Životopis
Rođen je 2. ožujka 1913. godine u selu Dolovima kod Danilovgrada, u siromašnoj seljačkoj obitelji. Poslije završene osnovne škole, nastavio je školovanje i završio Trgovačku akademiju. Poslije mature, radio je kao dnevničar u Financijskoj direkciji u Podgorici, u kojoj je postojala jaka partijska organizacija KPJ i gdje je Vojin počeo raditi za radnički pokret.
Poslije služenja vojnog roka, 1935. godine, zaposlio se u Mjesnoj kontroli pri Direkciji PTT-a u Zagrebu i istovremeno upisao studij na Visokoj ekonomskoj školi. Nastavio je rad u Savezu komunističke omladine Jugoslavije i u studentskom društvu „Svjetlost”. Zbog aktivnog sudjelovanja u komunističkom pokretu i SKOJ-u, 1937. godine primljen je u članstvo Komunističke partije Jugoslavije.
Travanjski rat i kapitulacija Kraljevine Jugoslavije zatekla ga je u Zagrebu, gdje je, po zadatku KPJ, ostao kao ilegalac u okupiranom gradu. Isprva je bio član Rajonskog komiteta Drugog rajona u Zagrebu, a zatim, od kolovoza 1941. godine, član Biroa Mjesnog komiteta KP Hrvatske za Zagreb. Početkom rujna, uhitili su ga njemački vojnici i ustaše, prilikom izvršavanja zadatka. Bio je podvrgnut mučenju i poslije petosatnog neprekidnog mučenja, izdahnuo u zatvoru. Usprkos brutalnim metodama mučenja, nije odao nikog iz svoje organizacije, kao ni to da je u danima pred uhićenje radio na pripremama diverzije koja je naposljetku izvršena u zagrebačkoj telefonskoj centrali, 14. rujna 1941. godine.

## Obitelj i nasljeđe
Cijela Vojinova obitelj je sudjelovala u Narodnooslobodilačkoj borbi. Tijekom rata poginuli su njegov otac Radosav i njegova dva brata, obojica predratni komunisti, a dva druga brata i sestra su nosioci Partizanske spomenice 1941. godine. 
Godine 1968., njegovi posmrtni ostatci su preneseni i sahranjeni u novoizgrađenu Grobnicu narodnih heroja na zagrebačkom groblju Mirogoj.
Ukazom Prezidija Narodne skupštine Federativne Narodne Republike Jugoslavije, 14. prosinca 1949. godine, proglašen je za narodnog heroja.